# Nationaal Songfestival 1997
Het Nationaal Songfestival van 1997 werd gehouden op 23 februari 1997. Het evenement vond plaats in Marcanti Plaza in Amsterdam en werd gepresenteerd door Bart Peeters en Joop van Zijl.
De formule greep terug naar de Nationale Songfestivals van 1993 en 1994. Er was één uitvoerende, die meerdere nummers zong. In 1997 ging het om de groep Mrs. Einstein, die zes verschillende liedjes bracht. Het nummer Niemand heeft nog tijd won nipt, waarmee het de Nederlandse inzending werd voor het Eurovisiesongfestival 1997. Een succes werd het bepaald niet; Mrs. Einstein eindigde in Ierland met slechts 5 punten op een gedeelde 22ste plaats.

## Einduitslag
| Plaats | Titel                   | Punten |
| ------ | ----------------------- | ------ |
| 1      | Niemand heeft nog tijd  | 159    |
| 2      | Toen de aarde stilstond | 157    |
| 3      | Dat liefde zo moet zijn | 153    |
| 4      | Laat me los             | 93     |
| 5      | Samen sterk             | 57     |
| 6      | Ik doe alsof            | 53     |

1956 · 1957 · 1958 · 1959 · 1960 · 1961 · 1962 · 1963 · 1964 · 1965 · 1966 · 1967 · 1968 · 1969 · 1970 · 1971 · 1972 · 1973 · 1974 · 1975 · 1976 · 1977 · 1978 · 1979 · 1980 · 1981 · 1982 · 1983 · 1984 · 1986 · 1987 · 1988 · 1989 · 1990 · 1992 · 1993 · 1994 · 1996 · 1997 · 1998 · 1999 · 2000 · 2001 · 2003 · 2004 · 2005 · 2006 · 2007 · 2008 · 2009 · 2010 · 2011 · 2012